# Via Funchal
El Via Funchal fue una casa de eventos en la ciudad de São Paulo (Brasil). Estaba localizado en el barrio Vila Olímpia y recibió, frecuentemente, espectáculos musicales nacionales e internacionales, entre 1998 y 2012. Poseía un área de 6000 m².

## Descripción
Fue considerada por algunos la más completa casa de eventos en São Paulo. El Via Funchal poseía capacidad para albergar a cerca de 6000 personas de pie o 3200 personas sentadas. Se realizaban fiestas, congresos, convenciones, eventos religiosos, lanzamientos de productos, desfiles de moda y ferias. Tenía también un estacionamiento interior con más de 2000 m² y aislación acústica, que podía ser usado en conjunto con la platea, permitiendo la creación de un área anexa al evento para usarse —por ejemplo— para una feria de exposiciones.
En su trayectoria acumuló cerca de 1300 espectáculos y 800 eventos, y más de 3,8 millones de asistentes. Dos de los eventos televisivos anuales más importantes de la televisión brasilera se realizaron al menos una vez en el Via Funchal: la Teletón de 2000 (el 1 y 2 de septiembre; oportunidad en la que el Via Funchal donó 100 000 reales) y el Miss Brasil de 2003.

## Historia

### Proyecto e inauguración
Fundado por los hermanos Cássio y Jorge Maluf, tuvo al Ballet de Tokio como primera atracción el 10 de septiembre de 1998.
Su escenografía fue proyectada por el arquitecto Marcos Flaksman, socio de Flaksman Pini Vergara, una oficina de arquitectura de espectáculos que presta servicios para teatro, televisión y cine. La acústica fue planeada por Schaia Akkerman, socio de Acústica Engenharia. Y la iluminación fue hecha por Theo Kondos, socio y presidente de Theo Kondos Associates Inc. y miembro de la International Association of Lighting Designers y de la American Society of Interior Designers.

### Reconocimientos recibidos en 2011-2012
Fue elegida por las revistas Veja SP y Época[cita requerida] como la mejor casa de espectáculos de São Paulo: ya sea de pie, desde el entrepiso o sentado en una de las 401 mesas servidas por garzones en el primer piso, quien compraba entradas podía ver todos los movimientos del artista en el escenario de 20 metros de largo. Eso era posible gracias a la platea construida con un desnivel de 15 cm entre cada uno de los doce niveles. El Via Funchal logró la máxima nota en los ítems de visibilidad y comodidad.
A pesar de la baja evaluación en el ítem de estacionamiento (el servicio de valet parking era caro —hasta 50 reales— y demoroso —espera de 30 minutos en promedio—), obtuvo la mayor puntuación general y se consagró como la número 1 de las grandes casas de eventos.

### Cierre
El Via Funchal cesó sus actividades en diciembre de 2012. Debido a la plusvalía del área de Vila Olímpia, el recinto fue vendido por más de cien millones de reales a la constructora Toledo Ferrari. En el local serán construidos paños comerciales y residenciales.